# Parque Nacional de Sarek
Sarek é um parque nacional localizado no noroeste da província histórica da Lapónia, no norte da Suécia. 
Fica situado no município de Jokkmokk, e foi inaugurado em 1909. 
Com uma área de 1970 km², o Sarek é uma região de alta montanha com natureza selvagem, sem abrigos para passar a noite, sem percursos pedestres, sem estradas. 
Conta com seis picos acima dos 2000 m. – dos quais o mais elevado é Sarektjåkkå a 2089 m. Contem cerca de 100 glaciares e é atravessada por vários vales profundos, com destaque ao vale de Rapa. 
Tem uma rica vida selvagem, com ursos-pardos, alces de grande porte, raposas-do-ártico, linces, para além de numerosas aves como águias-reais, falcões. 
O Parque Nacional do Sarek faz parte da Área da Lapónia - Património Natural Mundial da UNESCO.

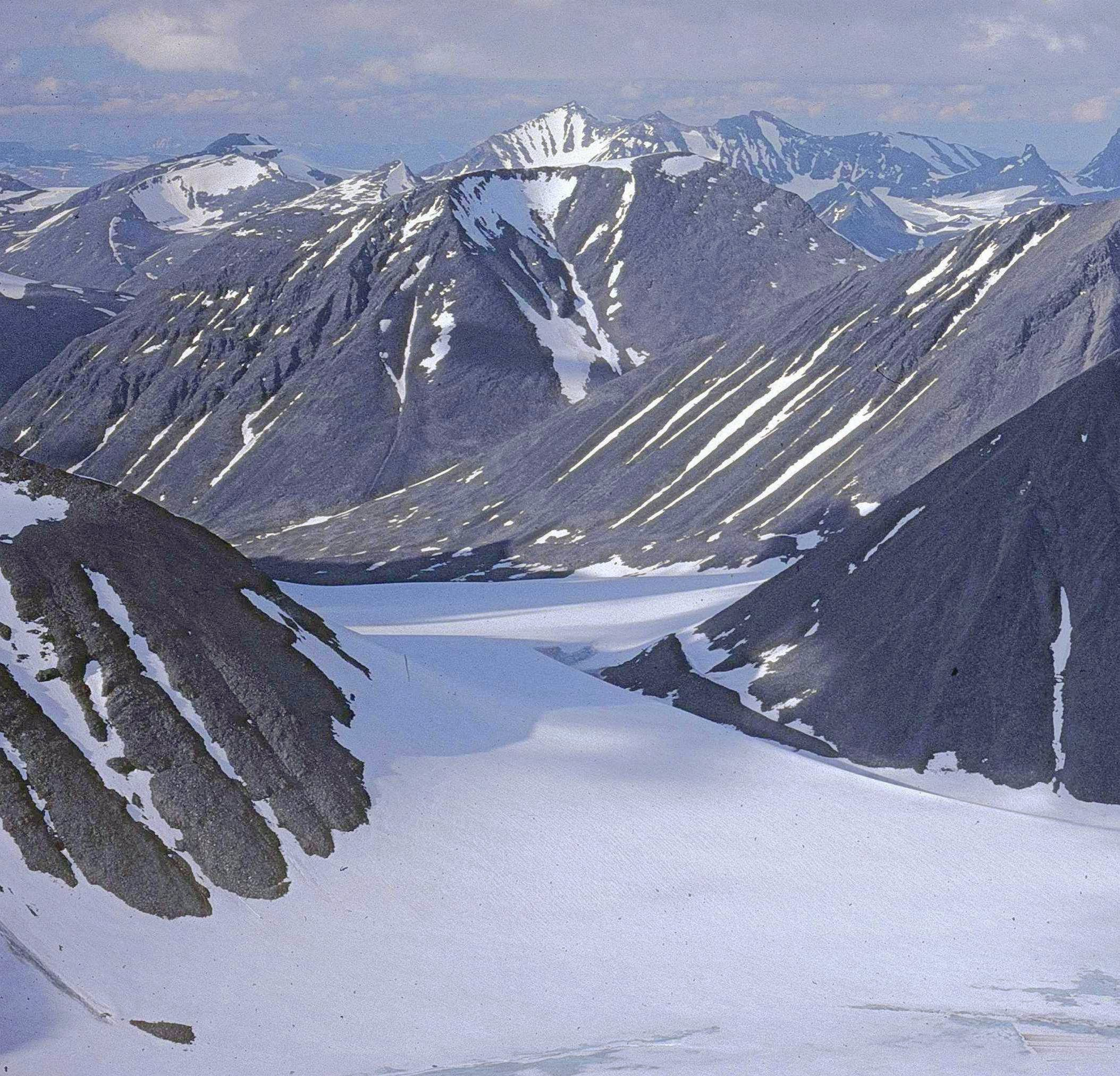
Vista de Ritatjåkko
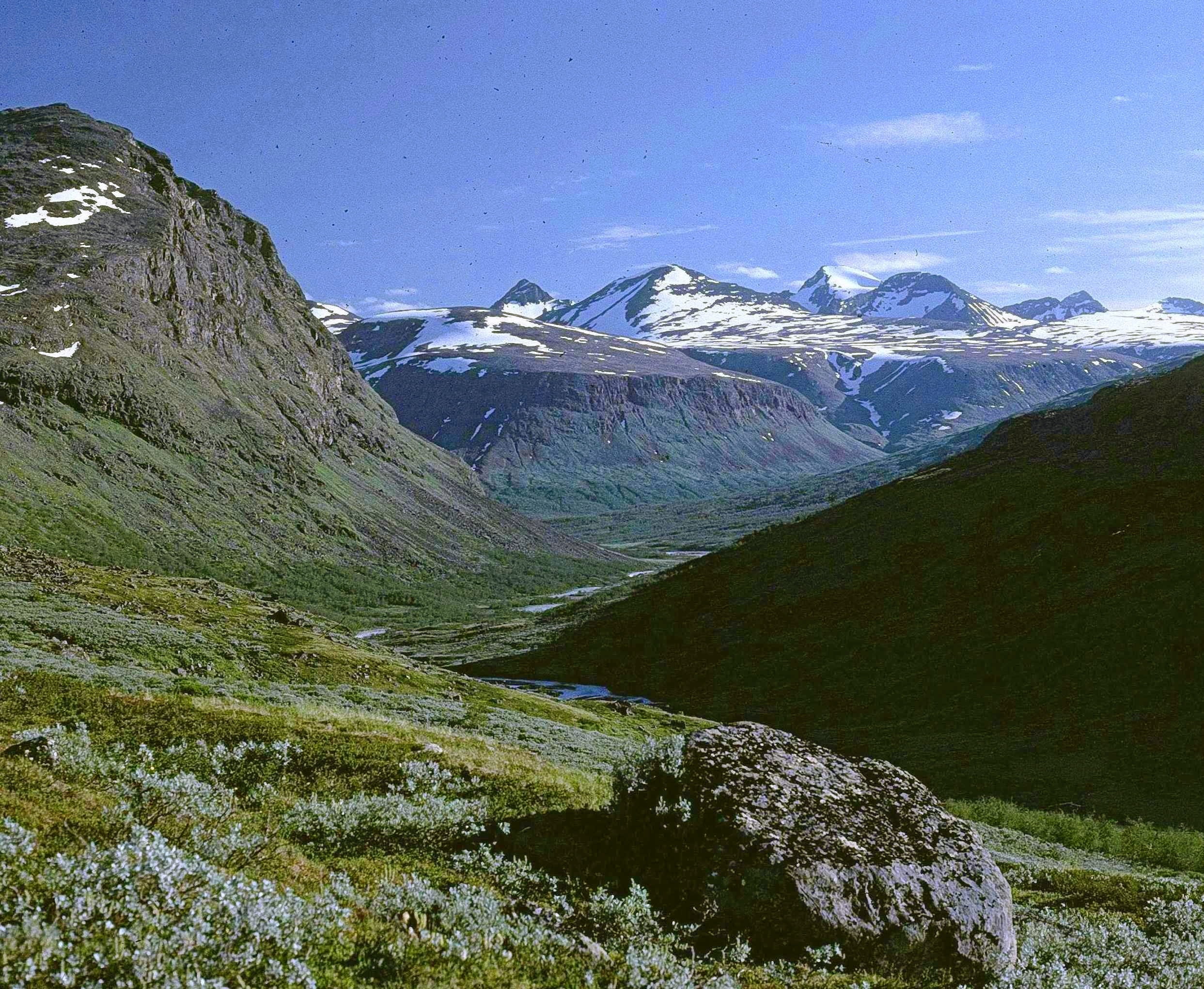
Vale de Rapa
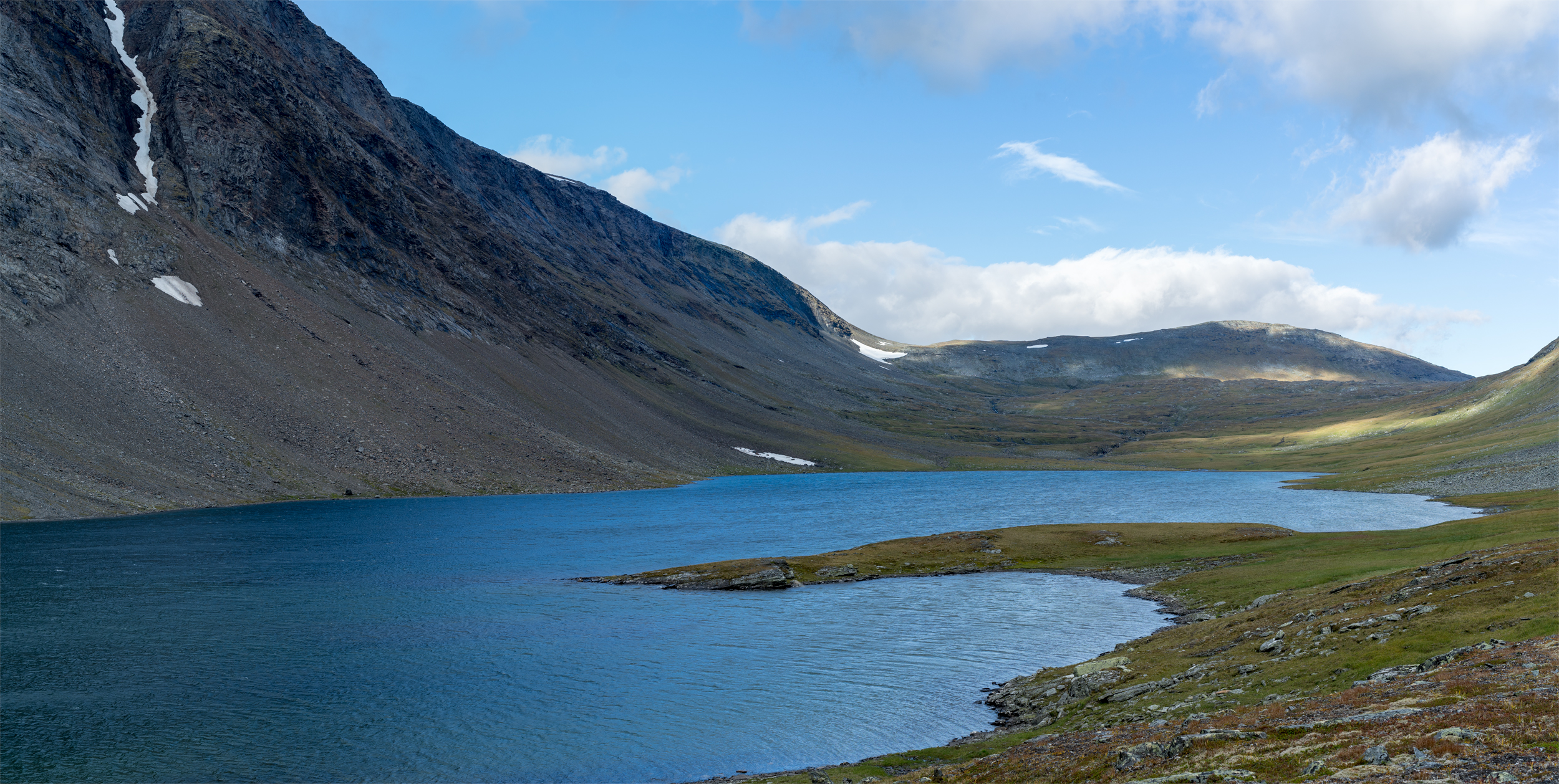
Alep Njoatsosjávrre
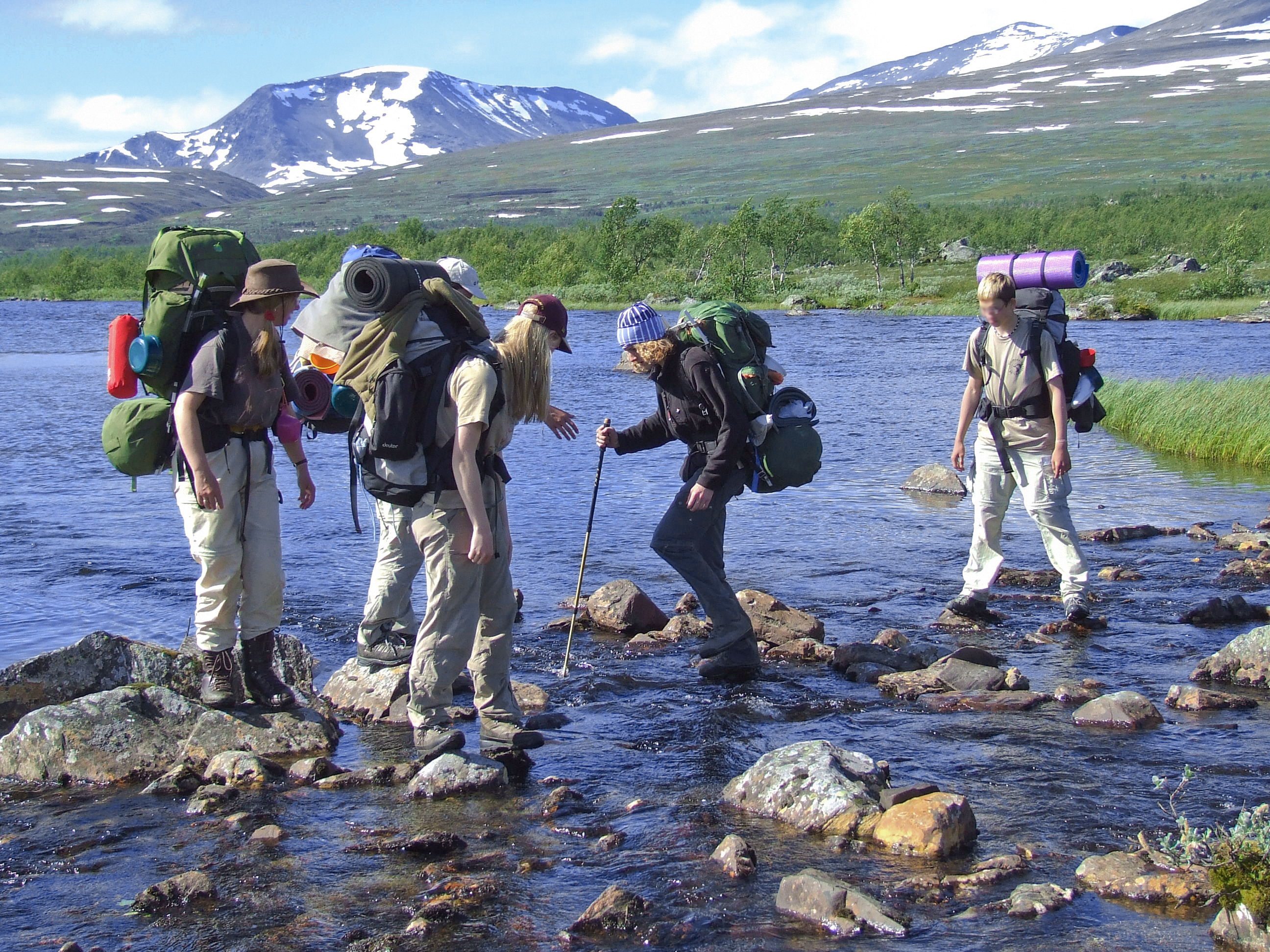
Turistas em Pårekslätten